# Байер-Сейджер, Кэрол
Кэ́рол Ба́йер-Се́йджер (англ. Carole Bayer Sager; 8 марта 1947, Манхэттен, Нью-Йорк, Нью-Йорк, США) — американская певица, автор песен и художница. Лауреат премии «Оскар» (1982).

## Биография
Сейджер родилась на Манхэттене в семье Аниты Нейтан Байер и Или Байер. Её семья была еврейской. Она окончила Нью-Йоркский университет, где специализировалась на английском языке, драматическом искусстве и речи. Она уже написала свой первый поп-хит «A Groovy Kind of Love» с Тони Вином, ещё будучи студенткой Высшей школы музыки и искусства в Нью-Йорке. Это было записано британской группой вторжения Mindbenders, чья версия была всемирным хитом, достигнув 2 места в Billboard Hot 100. Эта песня была позже записана Сонни и Шер, Петулой Кларк и Филом Коллинзом, чье исполнение для фильма Бастер Заняла первое место в 1988 году. У неё также была карьера певицы, в том числе её австралийский номер один 1977 года «You’re Movin’ Out Today», который также достиг номера 6 в британском чарте синглов в июне 1977 года.

## Личная жизнь
В 1970—1978 годы Кэрол была замужем за музыкальным продюсером Эндрю Сейджером.
В 1982—1991 годы Кэрол была замужем за композитором и пианистом Бертом Бакараком. В декабре 1985 года Байер-Сейджер и Бакарак усыновили новорожденного мальчика, которого назвали Кристофер Элтон Бакарак.
С 8 июня 1996 года Кэрол замужем в третий раз за бывшим председателем Warner Brothers и исполнительным директором бейсбольной команды Лос-Анджелес Доджерс Робертом Эй Дэйли.

## Дискография
- Carole Bayer Sager (1977)
- ...Too (1978)
- Sometimes Late at Night (1981)